# Franz Scherübl
Franz Michael Scherübl (* 1904; † 29. August 1999) war ein deutscher Jurist und Senatspräsident am Bundesverwaltungsgericht.

## Leben
Scherübl war Oberstlandesgerichtsrat und wurde in der 17. Kabinettssitzung am 12. März 1958 durch die Bundesregierung zum Bundesrichter beim Wehrdienstsenat des Bundesdisziplinarhofes berufen. Scherübl war Richter am Bundesverwaltungsgericht und vom 1. Oktober 1967 bis 31. Juli 1972 Senatspräsident beim 1. Wehrdienstsenat des Bundesverwaltungsgerichts. Sein Nachfolger war Jürgen Saalmann.
Er war außerdem Vorsitzender des Trägervereins der katholischen Münchner Höheren Fachschulen. Zusammen mit Julius Kardinal Döpfner initiierte er einen Stiftungskonstrukt, aus der die spätere Katholische Stiftungsfachhochschule München hervorging. 1961 wurde er von Kardinal-Großmeister Eugène Tisserant zum Ritter des Ritterordens vom Heiligen Grab zu Jerusalem ernannt und am 10. Dezember 1961 im Limburger Dom durch Erzbischof Lorenz Jaeger, Großprior des Ordens, investiert.
Er war Mitglied der katholischen Studentenverbindung KSStV Alemannia München im KV.

## Ehrungen und Auszeichnungen
- Ritter vom Heiligen Grab (1961)
- Freundeszeichen der Katholischen Akademie in Bayern (1973)